# دوگوینیتسا
دوگوینیتسا (به صربی: Dugojnica) یک منطقهٔ مسکونی در صربستان است که در سوردولیکا واقع شده‌است. دوگوینیتسا ۲۷۵ نفر جمعیت دارد.